# هانس مملینگ
هانس مملینگ (به هلندی: Hans Memling) (مملینک هم تلفظ می‌شود، زاده دهه ۱۴۳۰ - درگذشته ۱۱ اوت ۱۴۹۴) نقاش هلندی زاده آلمان بود. زمان دقیق تولد او مشخص نیست، اما قوی‌ترین احتمال در مورد سال تولد او ۱۴۳۸ میلادی عنوان شده‌است.

## نگارخانه

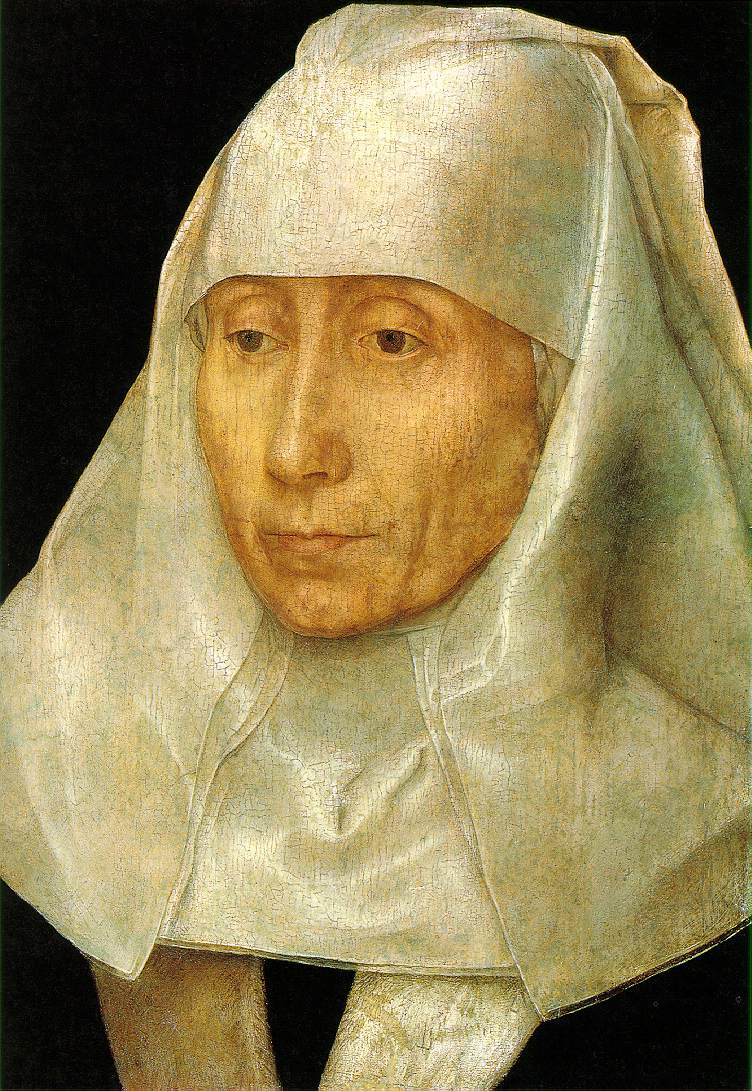
پرترهٔ یک پیرزن مابین ۱۴۶۸ و ۱۴۷۰ م. موزه هنرهای زیبا هیوستون
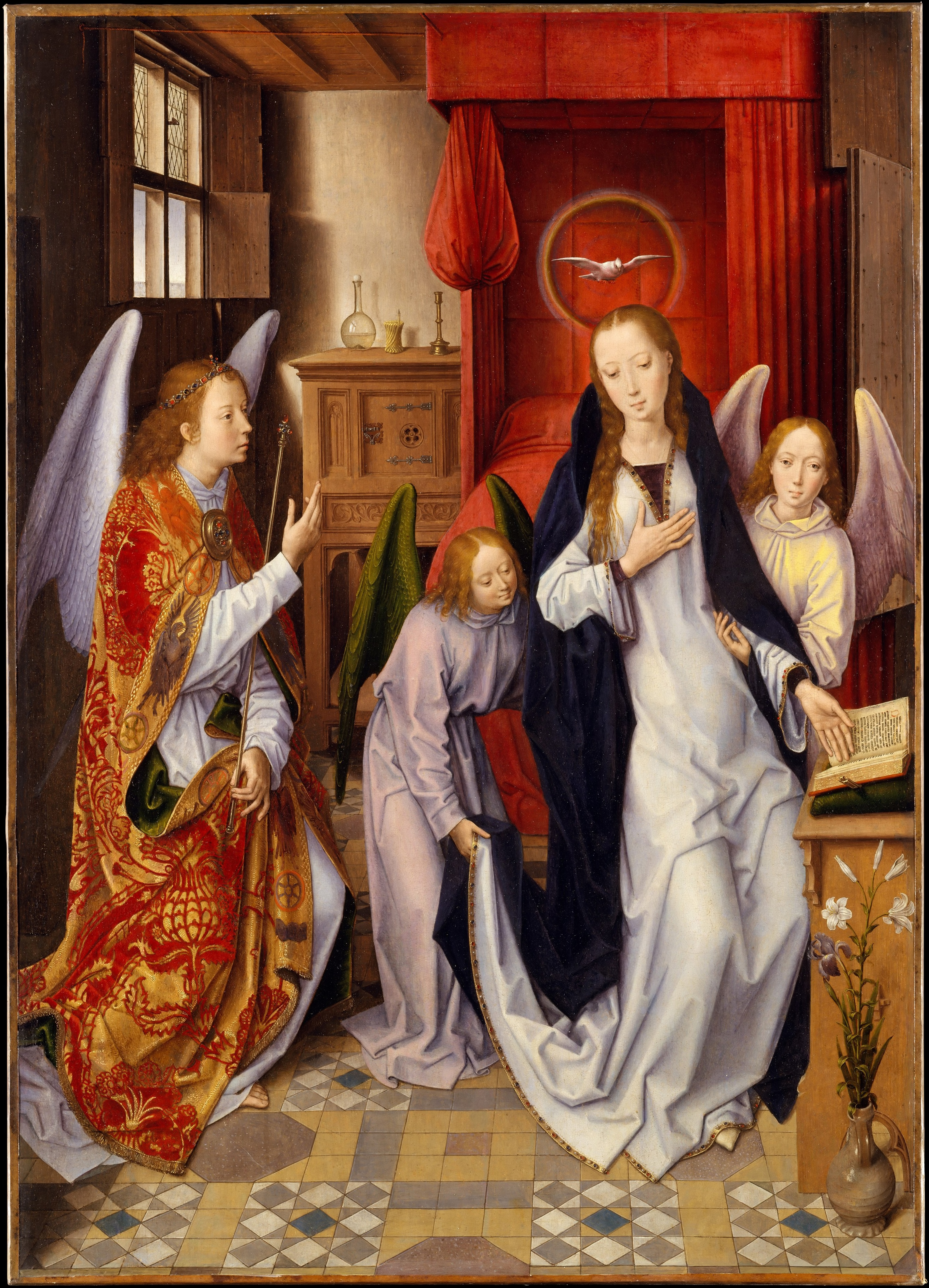
بشارت
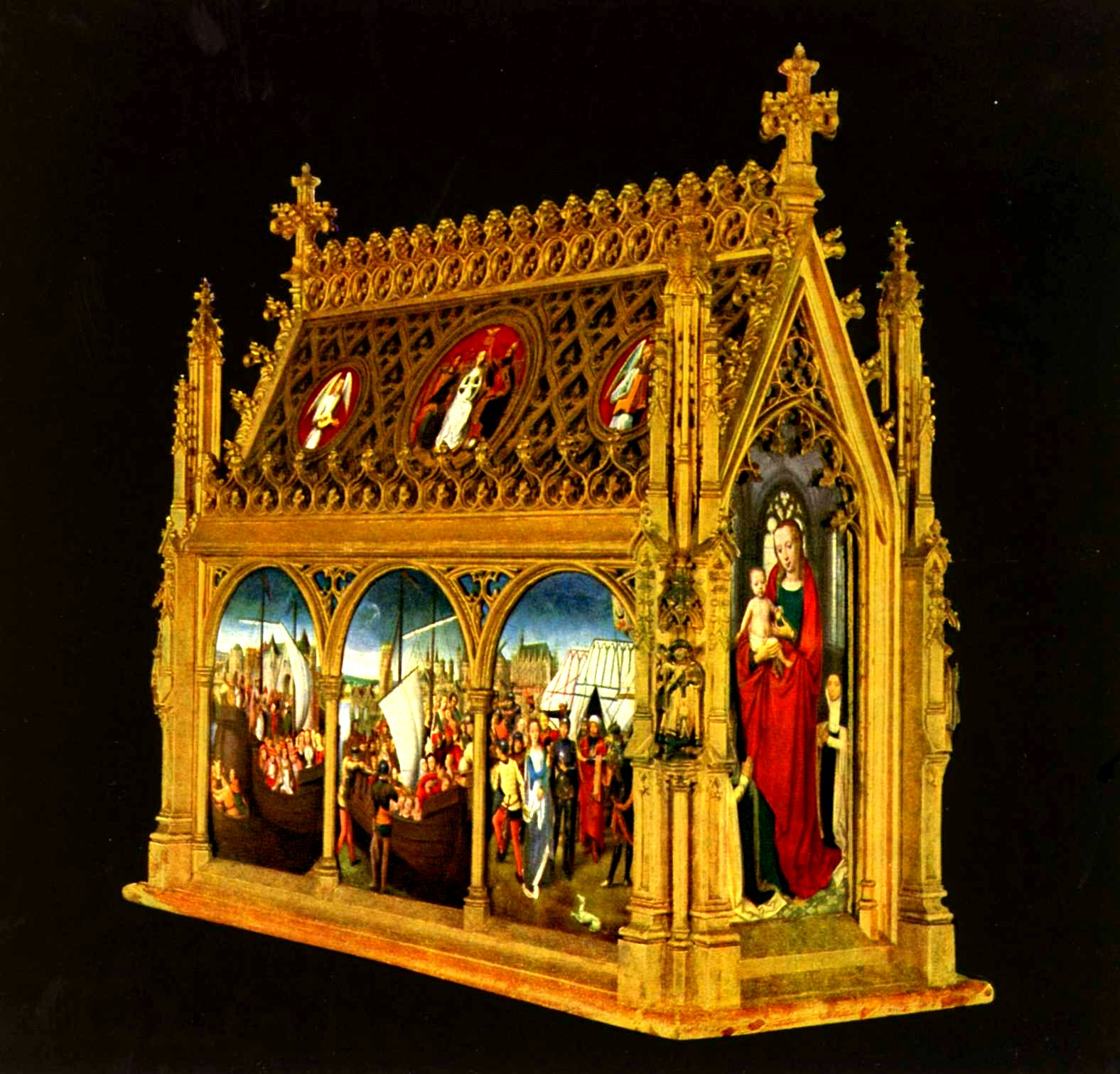
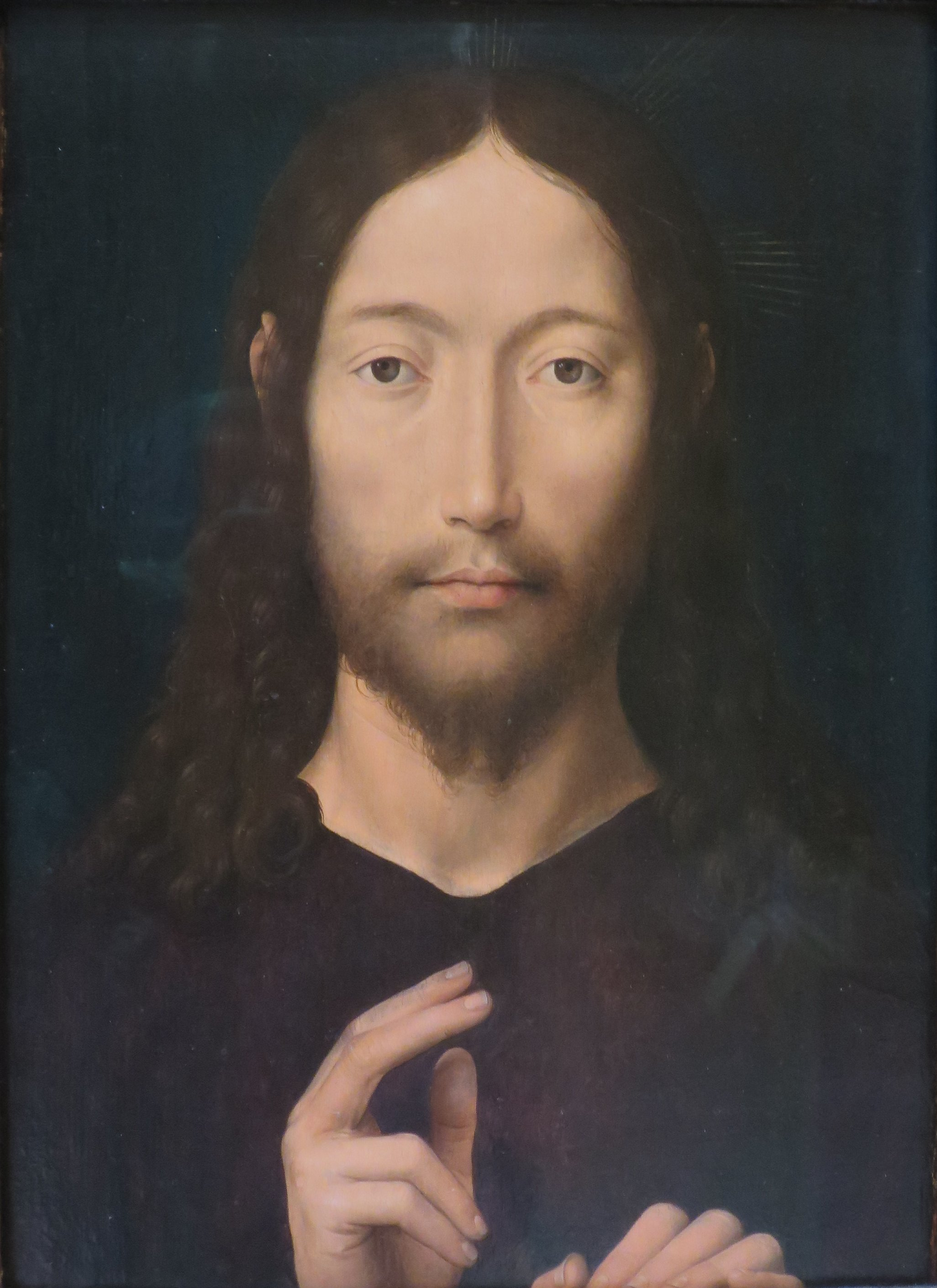
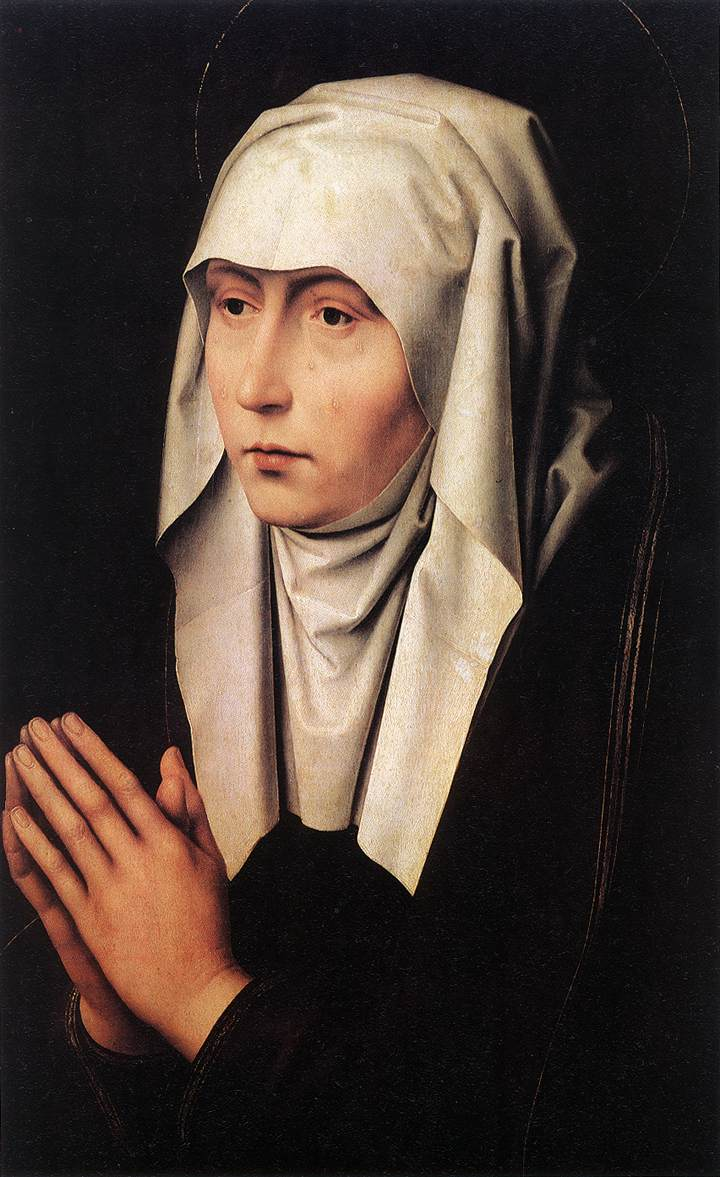
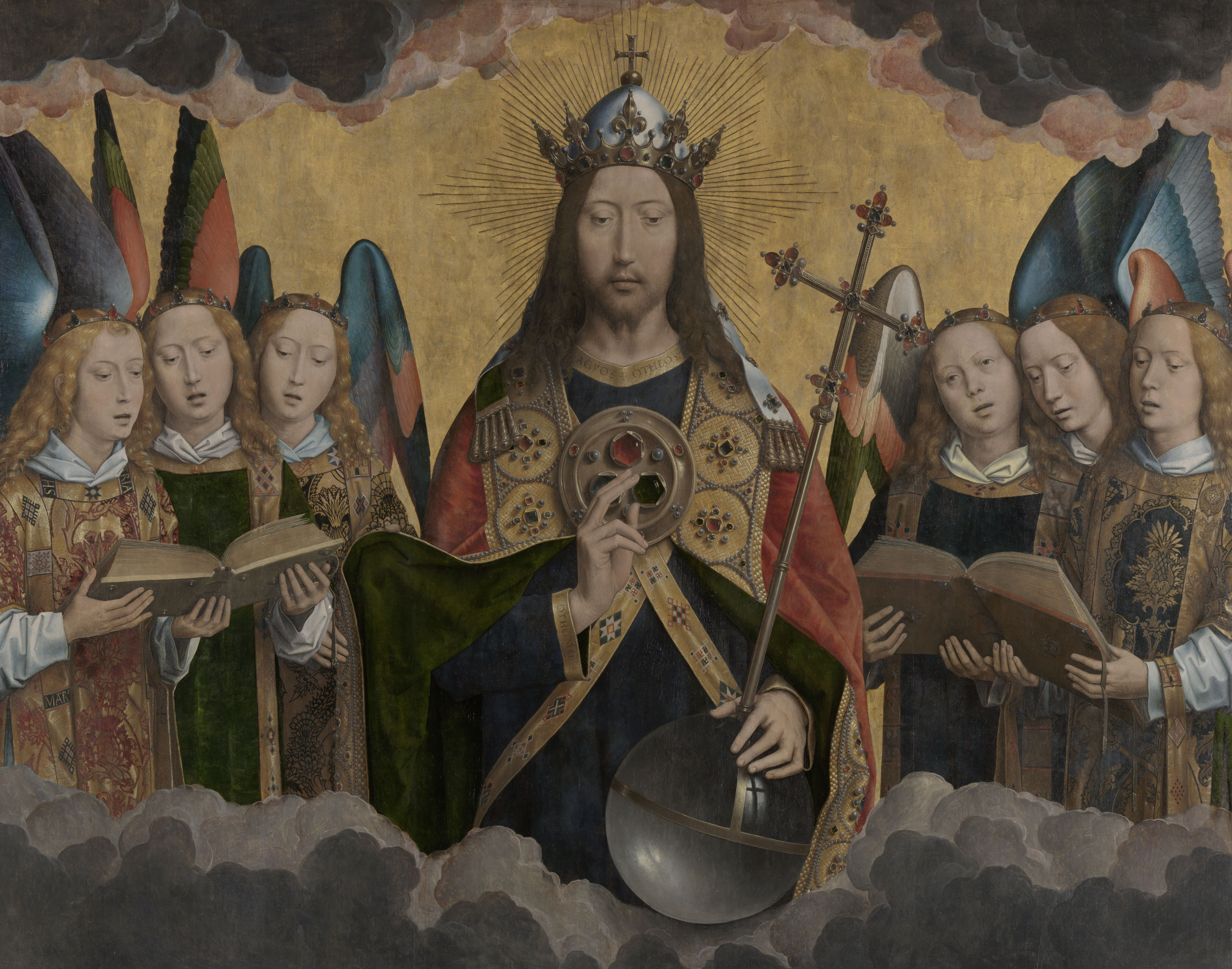
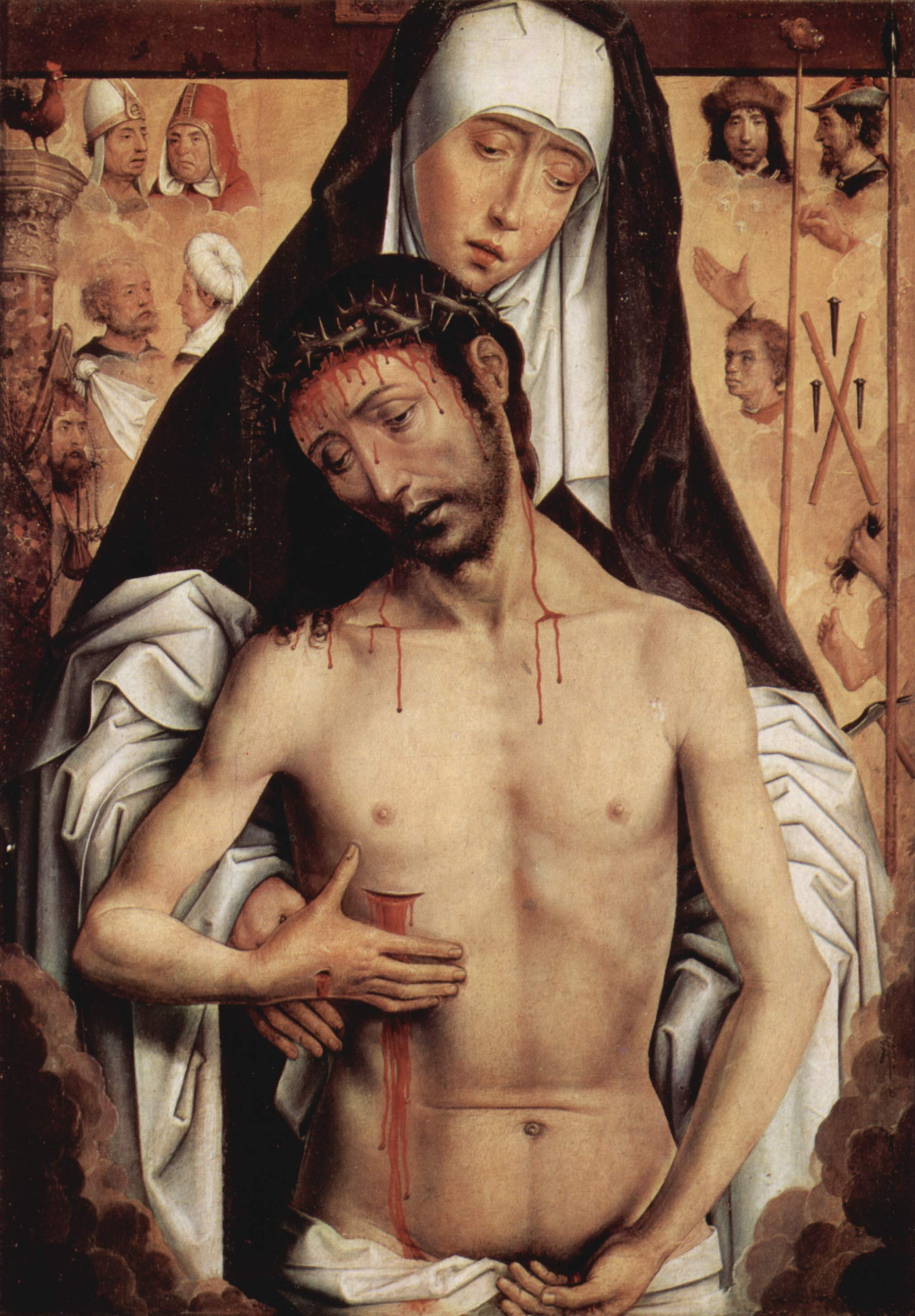
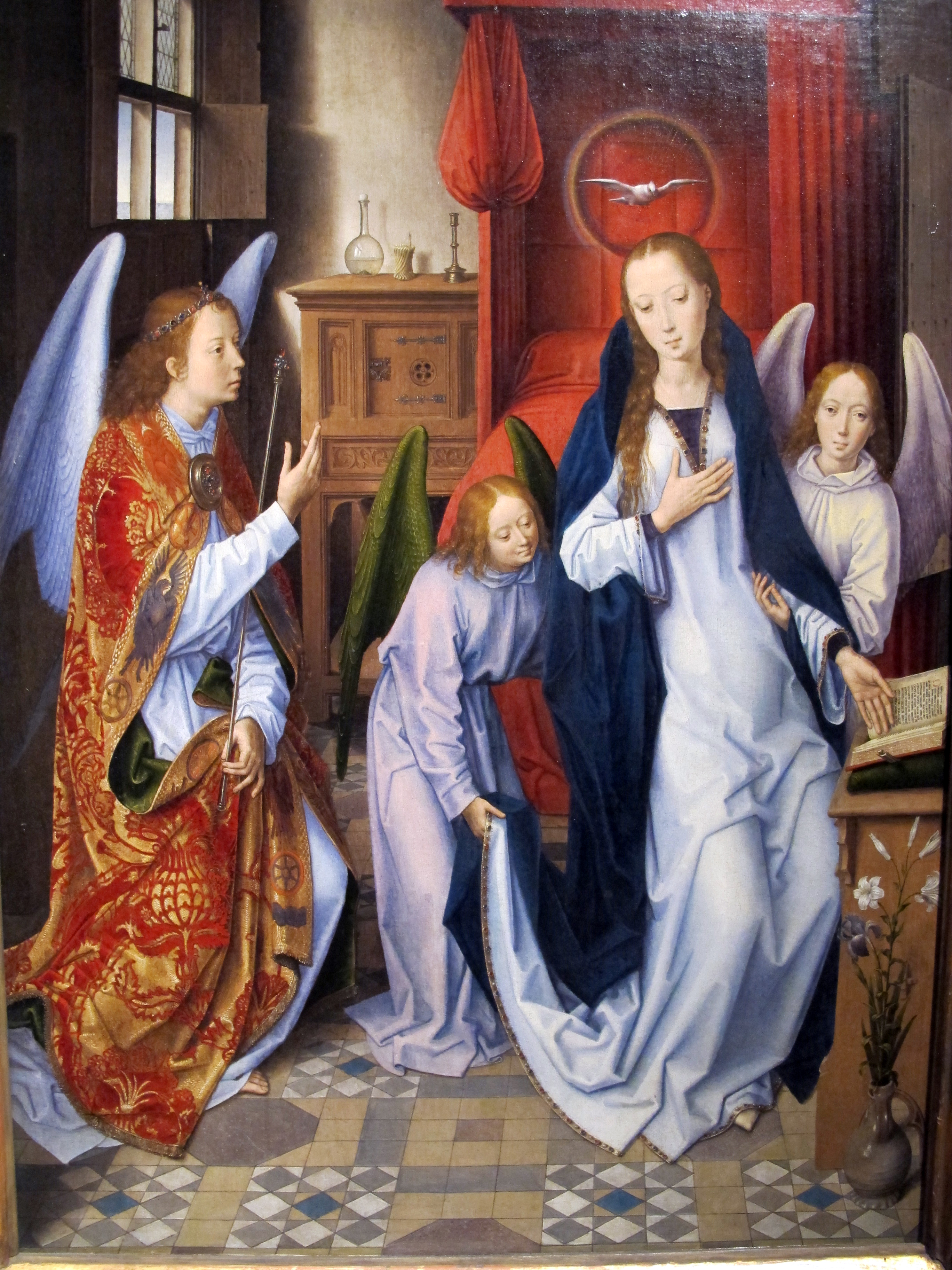
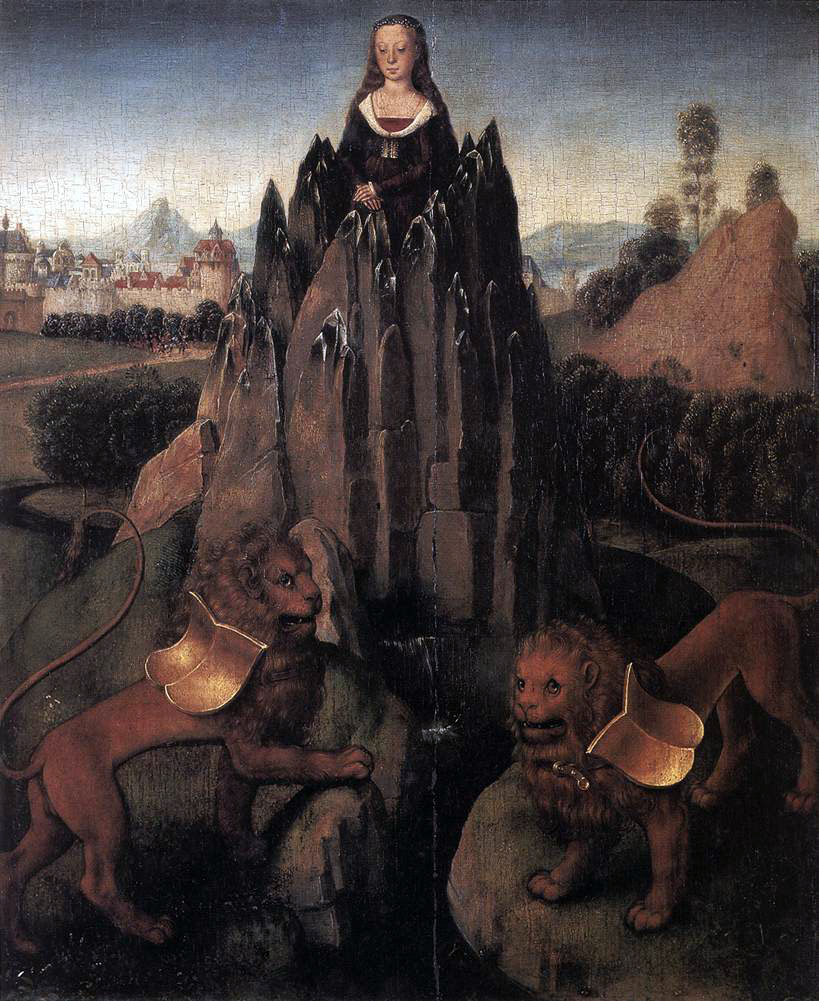
۱۴۸۰ م.
موزه هنر متروپولیتن